# Mannia hegewaldii
Mannia hegewaldii là một loài rêu trong họ Aytoniaceae. Loài này được Bischl. mô tả khoa học đầu tiên năm 2005.